# Hrvatska stranka prava dr. Ante Starčević
Hrvatska stranka prava dr. Ante Starčević (skr. HSP AS) je hrvatska desna politička stranka pravaškog usmjerenja.

## Povijest
Zbog nezadovoljstva oko Ante Đapića i njegovog načina vođenja Hrvatske stranke prava, 6. rujna 2009. godine, osniva se Hrvatska stranka prava dr. Ante Starčević. Na utemeljiteljskom zboru Hrvatske stranke prava - dr. Ante Starčević (HSP AS) u Bapskoj nedaleko Iloka kao prva predsjednica stranke izabrana je Ruža Tomašić. Stranka je registrirana 15. listopada 2009. godine. Ne treba ju brkati s Hrvatskom strankom prava "Dr. Ante Starčević", koja je djelovala 1990-ih.
Na izborima u Hrvatskoj 2011., koalicija HSP dr. Ante Starčević i HČSP osvojila je jedno mjesto u Hrvatskom saboru, a saborska zastupnica postala je Ruža Tomašić. Na izborima za Europski parlament održanim 14. travnja 2013. godine saborska zastupnica Ruža Tomašić izabrana je s liste HDZ-HSP AS-BUZ za zastupnicu u Europskom parlamentu s najviše preferencijalnih glasova na listi, čak 64,758. Nakon što je izabrana u Europski parlament na zastupničkom mjestu u Hrvatskom saboru mijenja ju Ivan Šimunović. Na sljedećim izborima za Europski parlament 25. svibnja 2014. godine HSP AS imao je dva kandidata na zajedničkoj listi HDZ-HSS-HSP AS-BUZ-ZDS-HDS, Ružu Tomašić (6. na koalicijskoj listi) i Ivana Tepeša. I ovoga puta Ruža Tomašić iz ove stranke izabrana je za zastupnicu u Europskom parlamentu, s 107.206 glasova, najviše od svih s te liste, čime je HSP AS potvrđen kao stožerna pravaška stranka.
Dotadašnja predsjednica stranke Ruža Tomašić, 3. studenoga 2014. godine napustila je HSP AS smatrajući kako je pravaška ideologija mrtva te se nedugo nakon toga priklonila konzervativcima.  Na Saboru stranke, 13. prosinca 2014. godine jednoglasno je 916 stranačkih izaslanika za novoga predsjednika izabralo dotadašnjega zamjenika predsjednice prof. Ivana Tepeša.
Na izborima 2015. godine, za 8. saziv Hrvatskog sabora, Domoljubna koalicija čiji je HSP AS strateški partner osvojila je 59 mandata, od čega je HSP AS osvojio 3 izvorna mandata. Prvi puta nakon 8 godina pravaši su kroz HSP AS došli do Kluba zastupnika u Hrvatskom saboru kojeg će činiti predsjednik HSP AS prof. Ivan Tepeš, dopredsjednik HSP AS prim. dr. Ivan Kirin i glavni tajnik HSP AS Pero Ćorić.
Na 1. sjednici 8. saziva Hrvatskog sabora Ivan Tepeš izabran je za potpredsjednika Hrvatskog sabora, a nakon što je istoga dana za premijera izabran Tihomir Orešković, zahvaljujući HSP AS pravaška ideologija po prvi put u povijesti postala je dio vlasti.
Nakon neuspjeha pod Tepeševim vodstvom na izborima za Hrvatski Sabor 2016., ubrzo nakon izbora, dana 15. listopada 2016. Ivan Tepeš dao je ostavku na mjesto predsjednika stranke. Novim predsjednikom imenovan je Hrvoje Niče. Uz predsjednika, izabran je i 21 član Predsjedništva stranke, kao i članovi Glavnoga stana stranke na čelu s Ivanom Šimunovićem.
Stranka je bila u stečaju od 21. veljače 2020. godine  </ref> do 7. listopada 2021., a od tada je predsjednik Slobodan Dević.

## Dosadašnji predsjednici
- Ruža Tomašić (2009. – 2014.)
- Ivan Tepeš (2014. – 2016.)
- Hrvoje Niče (2016. – 2020.)
- Slobodan Dević (2021 - )

## Izborni rezultati
| izbori | u koaliciji sa       | broj birača        | %                  | broj zastupnika u Saboru | promjena      | Dio Vlade?    |
| izbori | u koaliciji sa       | (cijela koalicija) | (cijela koalicija) | (samo HSP AS)            | (samo HSP AS) | (samo HSP AS) |
| ------ | -------------------- | ------------------ | ------------------ | ------------------------ | ------------- | ------------- |
| 2011.  | HČSP                 | 66 150             | 2,81               | 1 / 151                  | 1             | oporba        |
| 2015.  | Domoljubna koalicija | 771 070            | 34,64              | 3 / 151                  | 2             | potpora vladi |
| 2016.  |                      | 11 166             | 0,59               | 0 / 151                  | ▼ 3           | oporba        |

| izbori | kandidat                 | prvi krug    | prvi krug  | drugi krug   | drugi krug | rezultat |
| izbori | kandidat                 | broj glasova | %          | broj glasova | %          | rezultat |
| ------ | ------------------------ | ------------ | ---------- | ------------ | ---------- | -------- |
| 2015.  | Kolinda Grabar-Kitarović | 665 379      | 37,22 (2.) | 1 111 945    | 50,74 (1.) | pobjeda  |
| 2020.  | Kolinda Grabar-Kitarović | 507 628      | 26,65 (2.) | 929,707      | 47,34 (2.) | poraz    |

| izbori | u koaliciji sa       | broj birača        | %                  | broj zastupnika u EP-u | promjena      |
| izbori | u koaliciji sa       | (cijela koalicija) | (cijela koalicija) | (samo HSP AS)          | (samo HSP AS) |
| ------ | -------------------- | ------------------ | ------------------ | ---------------------- | ------------- |
| 2013.  | Domoljubna koalicija | 243 654            | 32,86              | 1 / 12                 | 1             |
| 2014.  | Domoljubna koalicija | 381 844            | 41,42              | 1 / 11                 | ▬             |
| 2019.  | Hrvatski suverenisti | 91 546             | 8,52               | 0 / 12                 | ▼1            |

Izvor: Državno izborno povjerenstvo
- Prva hrvatska predsjednica Kolinda Grabar-Kitarović bila je kandidatkinja koalicije stranka, između ostalih i HSP AS. Na izborima 2014. HSP AS ju je podržao u sklopu Domoljubne koalicije, a 2019. samostalno, zajedno s HDZ-om, HDS-om i strankom Milana Bandića

## Vanjske poveznice
- Arhivirana inačica izvorne stranice od 18. travnja 2018. (Wayback Machine)